# Sint-Pieter en Paulusbasiliek
De Sint-Pieter en Paulusbasiliek is de abdijkerk met als eretitel basiliek die onderdeel is van de Abdij van Dendermonde, de benedictijnenabdij in Dendermonde.
De twee altaren aan de ingang van het koor zijn toegewijd aan het Heilig Hart van Jezus (het Heilig-Sacramentsaltaar) en aan Onze-Lieve-Vrouw van Affligem. Het koperen retabel is gedreven door Firlefyn uit Gent. De basilicale kentekens conopeum en tintinnabulum bevinden zich aan weerszijden van het hoogaltaar.

## Geschiedenis basiliek
In 1900 werd de te klein geworden oude Capucijnenkerk afgebroken. Ze werd in 1902 vervangen door het huidige kerkgebouw. Het kerkgebouw werd in neogotische stijl opgetrokken naar de plannen van bouwmeester Auguste Van Assche.
In 1914 werd de abdij net als grote delen van Dendermonde grotendeels door oorlogsbrand verwoest. Van de abdijkerk vergingen de torenspitsen en het dak. Het sterke gewelf bood echter weerstand tegen de brand, zodat het eigenlijke kerkgebouw gevrijwaard bleef van volledige verwoesting. Samen met de sacristie werd een deel van het koorgestoelte ook door de brand geraakt.
In 1919 werd er aanvang gemaakt met de herstelwerkzaamheden aan de abdijkerk en de bouw van de nieuwe abdij. Ze werd herbouwd in Vlaamse renaissancestijl naar de plannen van de Gentse bouwmeester Valentin Vaerwyck. Twee vleugels werden in 1924 opgeleverd en ingehuldigd, de twee overige werden later voltooid. Ook het voorgebouw werd later pas voltooid. De nieuwe gebouwen werden in roosrode baksteen opgetrokken volgens het traditionele plan der benedictijnenabdijen, wat bestaat uit vier grote vleugels, waarbij het kloosterpand en de conventuele lokalen (bibliotheek, refter, etc.) rondom het binnenhof gesitueerd zijn. Camille Ganton uit Gent schilderde de glasramen van de basis. Beeldhouwer Remi Rooms uit Gent verzorgde het beeldhouwwerk van het hoogaltaar, albasten retabel, altaar, beeld van Sint-Benedictus, predikstoel en koorgestoelte.
In 1939 werd de abdijkerk van Sint-Pieter en Paulus verheven tot basiliek. Een gedenksteen achteraan de kerk herdenkt deze verheffing.